# Ipidecla miadora
Espèce
Synonymes
- Ipidecla monenoptron Dyar, 1918

Ipidecla miadora est une espèce de lépidoptères (papillons) de la famille des Lycaenidae, sous-famille des Theclinae et du genre Ipidecla.

## Dénomination
L'espèce Ipidecla miadora a été initialement décrite en 1916 par Harrison Gray Dyar puis, de nouveau mais en 1918, sous le synonyme de Ipidecla monenoptron.

### Noms vernaculaires
Ipidecla miadora se nomme West-Mexican Ipidecla en anglais.

## Description
Ipidecla miadora est un petit papillon. Le dessus est marron à reflets vert métallisé. Le revers du mâle est vert foncé métallisé, celui de la femelle est beige veiné de marron, orné d'une tache orangée dans l'aire basale de l'aile antérieure et de l'aile postérieure.

## Écologie et distribution
Ipidecla miadora est présent au Mexique.

### Protection
Pas de statut de protection particulier.